# Фабрициус, Михаил Платонович
Михаи́л Плато́нович Фабри́циус (1847—1915) — бау-адъютант Большого Кремлёвского дворца, генерал-майор, чиновник особых поручений при Кабинете Его Императорского Величества. Известный коллекционер живописи.

## Биография

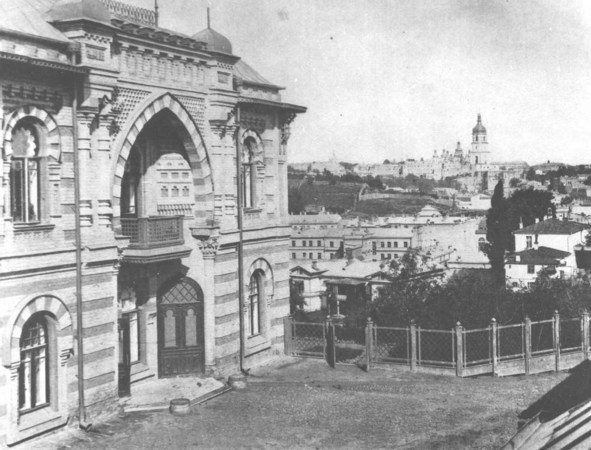
Особняк Фабрициуса в Киеве

Православный. Из дворян Киевской губернии. Сын майора Платона Максимовича Фабрициуса. Землевладелец Радомысльского уезда (2667 десятин при селе Вышевичи).
Окончил Владимирский Киевский кадетский корпус и Александровское военное училище (1867), откуда перешёл в Николаевское инженерное училище. По окончании последнего 12 июля 1868 года выпущен был подпоручиком в 3-й резервный сапёрный батальон.
Чины: поручик (1871), штабс-капитан (1873), капитан (1877), подполковник (1881), полковник (1885), генерал-майор (1894).
В 1874 году окончил Николаевскую инженерную академию по 1-му разряду. В 1876—1883 годах состоял бау-адъютантом Большого Кремлёвского дворца в Москве. Занимался перестройкой ряда кремлёвских зданий. К коронационным торжествам 1883 года подготовил проект иллюминации и электрического освещения Кремля, а также составил роскошно оформленную, со многими цинкографиями и фотогравюрами, монографию «Кремль в Москве: очерки и картины прошлого и настоящего». Книга тогда же была переведена на французский язык.
15 июля 1883 года вышел в запас в чине подполковника и переехал в Киев; 12 февраля 1885 года вернулся на службу и был назначен штаб-офицером для особых поручений при окружном инженерном управлении Киевского военного округа, а 30 августа того же года получил чин полковника. Избирался гласным Киевской городской думы, предлагал ряд проектов по благоустройству города. В 1884 году приобрёл усадьбу по Институтской улице (д. 16), где выстроил особняк в псевдомавританском стиле (по собственному проекту). Через два года приобрёл и соседний участок, на котором был построен четырёхэтажный доходный дом. В 1899 году оба участка выкупил киевский застройщик Лев Гинзбург и на месте доходного дома возвёл знаменитый двенадцатиэтажный дом.
10 сентября 1894 года произведён в генерал-майоры с зачислением в запас Инженерного корпуса, а 16 сентября того же года назначен чиновником особых поручений при Кабинете Его Императорского Величества, а 6 декабря 1902 года назначен состоять по Кабинету. В 1895—1905 годах несколько раз командировался в Саянский край и Нерчинский горный округ для проведения геолого-разведывательных изысканий и установления возможности добычи нефритового монолита. В 1900 году изготовил из цветных камней карты Франции для Русского отдела Всемирной выставки в Париже. Кроме того, с 1902 года был членом Совещательного технического комитета по строительной части при Кабинете. В 1905 году вышел в отставку.
В 1904 году был избран гласным Санкт-Петербургской городской думы, из состава которой выбыл по жребию 1 января 1907 года. В 1910 году вернулся в Киев. С 1909 года состоял действительным членом Киевского клуба русских националистов.

## Коллекционирование
Был известным коллекционером живописи, которую начал собирать ещё во время службы в Москве, часто посещая Сухаревку. Состоял действительным членом Императорского общества поощрения художеств. Поэт Уманов-Каплуновский дал следующий портрет Фабрициуса-коллекционера:

Он жил в Петербурге на Троицкой улице и там в обширной квартире помещались собранные им сокровища искусства. Буквально все стены и простенки от потолка были увешаны полотнами.

Он постоянно с большой охотой принимал участие в выставках, показывая шедевры своего музея и на портретной выставке, бывшей в 1901 г. в здании Академии наук, и в 1905 г. на выставке русских исторических портретов в Таврическом дворце, и на первой керамической выставке в Петербурге пленял знатоков изделиями из бирюзы — серьгами, запястьями, кольцами, брошками, поясами, ожерельями и прочими украшениями, красиво разложенными в витрине из карельской берёзы.

В 1906 году в Санкт-Петербурге был выпущен каталог его коллекции — «Картины собрания М. П. Фабрициус» (Tableaux collection М. de Fabricius). В него была включена 231 картина русской школы (в том числе работы Боровиковского, Венецианова, П. А. Федотова, Л. И. Соломаткина, К. А. Зеленцова, П. П. Верещагина, С. К. Зарянко и А. А. Иванова) и 72 картины западноевропейских художников, главным образом старых мастеров (среди них Д. Веласкес, Гоббема, Д. Тенирс-младший и Караваджо). Помимо живописи имел коллекцию ювелирных изделий, собрание ценных образцов нефрита, вывезенных из Саянского края, а также «единственную в своем роде старую коллекцию русских стильных изделий из бирюзы, относящихся к концу XVIII и началу XIX столетия». Часть коллекции картин была распродана на аукционах, другая часть — подарена Румянцевскому музею дочерью Михаила Платоновича. В 1917 году в музее была устроена «Зала М. П. Фабрициуса», закрытая в 1922 году. После ликвидации Румянцевского музея картины из собрания Фабрициуса были переданы в Третьяковскую галерею, Музей старой Москвы и ряд провинциальных музеев.
Скончался в 1915 году. Был похоронен на Аскольдовой могиле.

## Семья
Был женат на дочери московского купца 2-й гильдии Евгении Александровне Шмит. Их единственная дочь:
- Ксения (1887—1942), замужем за морским офицером А. П. Матвеевым, умерла в блокадном Ленинграде[7]. Их сын — советский композитор М. А. Матвеев.

## Награды
- Орден Святой Анны 3-й ст. (1882)

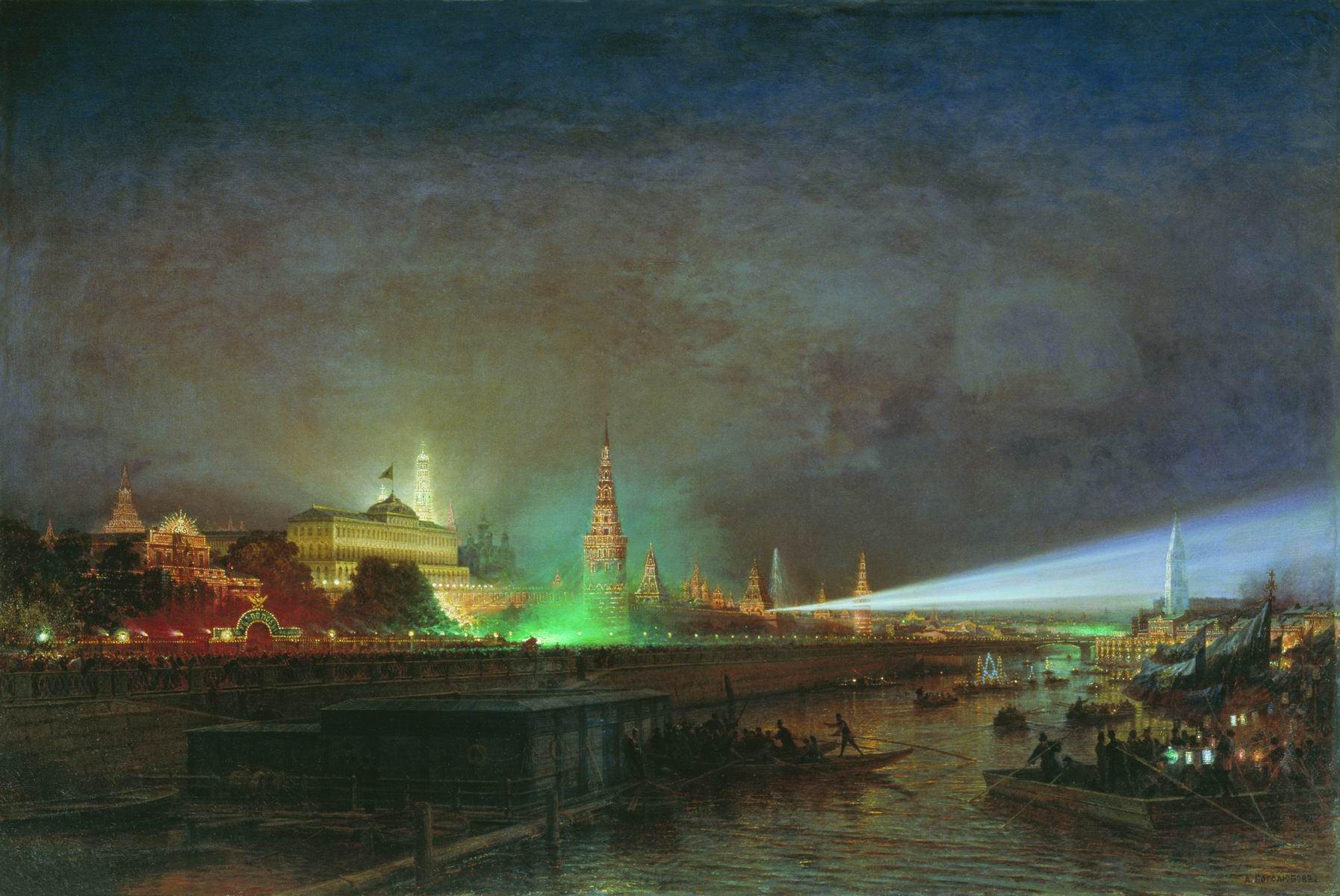
Иллюминация Кремля в 1883 году

- Орден Святого Станислава 2-й ст. (1883)
- Орден Святого Владимира 4-й ст. (1893)
- Орден Святого Станислава 1-й ст. (5 апреля 1898 года)
- Орден Святой Анны 1-й ст. (6 апреля 1903 года)
- Высочайшее благоволение (12 июня 1903 года)

Иностранные:
- персидский Орден Льва и Солнца 3-й ст. (1878)
- бухарский Орден Благородной Бухары, золотой, 3-й ст.

## Сочинения
- Кремль в Москве: очерки и картины прошлого и настоящего. — Москва, 1883.
- О постройке Полтавской железной дороги: записка о значении Киево-Полт. ж. д. с продолжением до станции Лозовой. — Киев, 1889.
- Саянский край. Краткий географический очерк края и описание путей и способов сообщения в нём // «Известия Русского географического общества», 1899, т. 35, вып. 1.